# Stade Communal de Bielmont
Stade Communal de Bielmont – wielofunkcyjny stadion w Verviers, w Belgii. Stadion może pomieścić 4291 widzów. Swoje spotkania rozgrywają na nim piłkarze klubu RCS Verviétois. Obiekt był także jedną z aren piłkarskich Mistrzostw Europy U-17 2007. Rozegrano na nim dwa spotkania fazy grupowej turnieju.